# Erik Vankeirsbilck
Erik „Rik“ Vankeirsbilck (* 11. Januar 1935 in Ingelmunster, Westflandern; † 16. August 2017 in Kortrijk) war ein belgischer Politiker der Christelijke Volkspartij (CVP).

## Leben
Vankeirsbilck war zunächst in der Kommunalpolitik tätig und zwischen 1971 und 1991 Bürgermeister seiner Geburtsstadt Ingelmunster. Während seiner Amtszeit als Bürgermeister wurde 1979 die Städtepartnerschaft mit der nordrhein-westfälischen Gemeinde Hüllhorst geschlossen.
Darüber hinaus wurde er 1973 erstmals in die Belgische Abgeordnetenkammer gewählt und vertrat in dieser die Interessen der CVP.
Am 10. Januar 1988 wurde er Präsident der Abgeordnetenkammer und bekleidete diese Funktion bis zum 10. Mai 1988. Am 13. Mai 1997 wurde im Gebäude der Abgeordnetenkammer ein von Hans Laagland gemaltes Porträt Vankeirsbilcks enthüllt, der Ehren-Bürgermeister von Ingelmunster war.